# Grand Army Plaza (Manhattan)
Het Grand Army Plaza is een plein aan de rand van Midtown Manhattan in de Amerikaanse stad New York. Het park dient door zijn ligging bij de zuidoostelijke punt van Central Park als de belangrijkste ingang van dat park. Het Grand Army Plaza is ellipsvormig en wordt in twee stukken verdeeld door de weg Central Park South. Het is sinds 23 juli 1974 een Designated Scenic Landmark.
In het noordelijke deel van het plein bevindt zich het Sherman Monument, een in 1903 ingehuldigd beeld van William Tecumseh Sherman, de generaal van het Union Army tijdens de Amerikaanse Burgeroorlog. In het zuidelijke deel is de Pulitzer Fountain de grootste blikvanger. Die fontein, die in 1916 is vervaardigd, was een geschenk van de familie Pulitzer en is geïnspireerd op de fonteinen op het Place de la Concorde in Parijs. Rond het zuidelijke gedeelte staan het Plaza Hotel en het General Motors Building. Het Grand Army Plaza wordt gekenmerkt door perenbomen van de soort Pyrus calleryana en door tulpen.
Het Grand Army Plaza kreeg zijn naam op 23 februari 1923 door een raad van wethouders en het plein is vernoemd naar het Union Army uit de Amerikaanse Burgeroorlog. Het Union Army werd in die tijd ook wel "Grand Army of the Potomac" genoemd.

## Geschiedenis

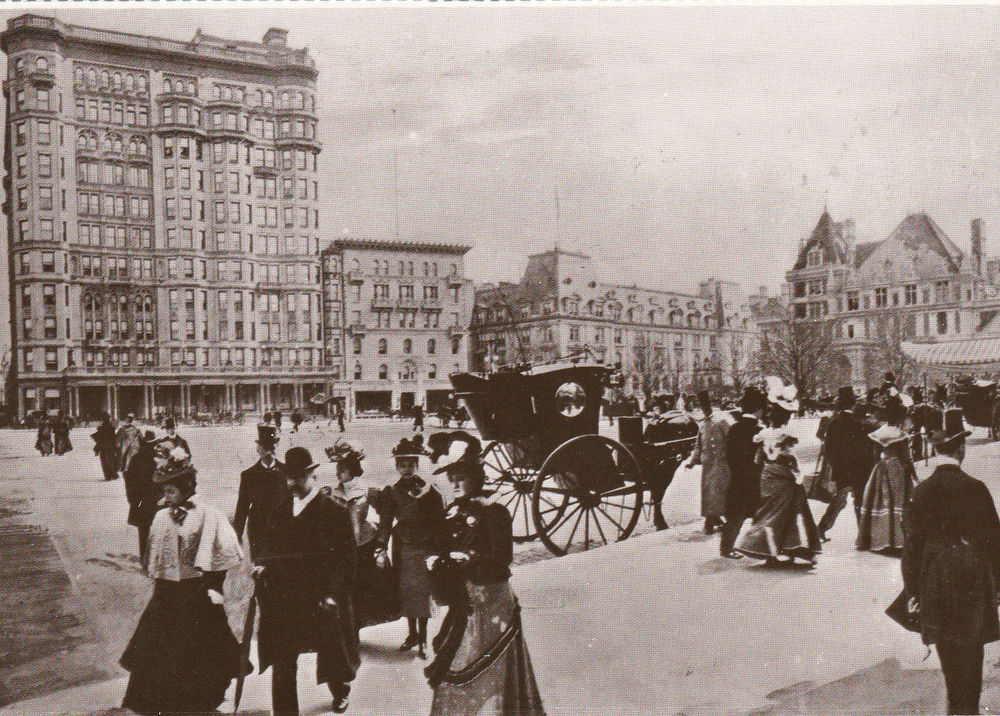
Het Grand Army Plaza in 1896.

Het Grand Army Plaza was oorspronkelijk een plein en omvatte alleen het tegenwoordige noordelijke stuk. Het stuk was leeg gelaten in het Greensward Plan van Frederick Law Olmsted uit 1858. Het Grand Army Plaza diende destijds als een staanplaats voor koetsen. Het zuidelijke stuk werd aan het plein toegevoegd in de jaren voorafgaand aan 1868. In 1898 stelde Karl Bitter voor om het Grand Army Plaza te herinrichten. Hij wilde dat het plein uit twee symmetrische delen zou bestaan net als het Place de la Concorde in Parijs en barokke fonteinen en balustrades zou krijgen. Tot 1912 werd er weinig met de plannen gedaan. In dat jaar liet Joseph Pulitzer de stad New York $50.000 na voor de bouw van een fontein op of bij het plein. Het plan moest worden goedgekeurd door de Art Commission of New York City, waarvan Bitter lid was. Bitter stemde tegen de plannen, omdat hij vond dat het plein als één geheel moest worden gezien, en hij wist de familie Pulitzer ervan te overtuigen naast de fontein ook de rest van het plein te herontwerpen. Het definitieve plan werd in 1913 ontworpen door architect Thomas Hastings en had duidelijke invloeden van Bitters oorspronkelijke plan. Het plan werd uitgevoerd en het Sherman Monument, dat zich sinds 1903 op het plein bevond, werd verplaatst naar een andere locatie in het plein. Sindsdien is aan het plein weinig veranderd.
Van 1983 tot 1990 werd het plein gerenoveerd voor $3,7 miljoen, waarbij onder andere het Sherman Monument en de Pulitzer Fountain grondig werden gerestaureerd. Het architectenbureau Buttrick, White & Burtis werd voor de renovatie ingeschakeld. In eerste instantie wilde de opdrachtgever van de renovatie ook verdwenen elementen, zoals kolommen die in de jaren 30 van de twintigste eeuw waren verwijderd, herstellen, maar van dat plan werd uiteindelijk wegens hoge kosten afgezien. Ruim twintig jaar later werd het plein tot begin 2015 door de Central Park Conservancy nogmaals gerenoveerd, waarbij onder andere de bestrating, de bankjes en de verlichting werden vervangen. Ook werd de infrastructuur veranderd, werden de bomen vervangen die tijdens een sneeuwstorm in 2011 verloren waren gegaan en het Sherman Monument werd gerestaureerd.